# Joukhaisjärvi (sjö i Enare, Lappland, Finland, i gränszonen)
Joukhaisjärvi eller Joutsenjärvi är en sjö i Finland. Den ligger i kommunen Enare i landskapet Lappland, i den norra delen av landet, 1 000 km norr om huvudstaden Helsingfors. Joukhaisjärvi ligger 163 meter över havet. Arean är 75,9 hektar och strandlinjen är 6,18 kilometer lång. Sjön  ingår i Pasvik älvs huvudavrinningsområde.   Den sträcker sig 1,4 kilometer i nord-sydlig riktning, och 1,3 kilometer i öst-västlig riktning.